# Naufragiați (film)
Naufragiați (în engleză Swept Away) este o comedie romantică regizată de Guy Ritchie, cu Madonna, Adriano Giannini și Bruce Greenwood. Este un remake după filmul italian „Naufragiați de o întâmplare neobișnuită într-o mare albastră de august” (it. Travolti da un insolito destino nell'azzurro mare d'agosto). Filmul a câștigat cinci premii Zmeura de Aur, inclusiv pentru „Cel mai slab film”, „Cea mai slabă actriță” și „Cel mai slab regizor”. După acest film, Madonna a jurat să nu mai joace într-un film vreodată.